# Кондент, Кристофер
Кристофер Кондент (англ. Christopher Condent) (1690-е — 1770) — английский пират, который позже ушёл в Индийский океан. Он и его команда сбежали из Нью-Провиденса в 1718 году, когда Вудс Роджерс стал губернатором острова.

## Биография

Пиратский флаг Кристофера Кондента

Родился в Плимуте, Девоншир. Отличался решительностью и хладнокровностью. Так, в одном из плаваний, когда судно переходило через Атлантический океан, бывший в команде индиец, которого постоянно били и с которым плохо обращались, угрожал зажечь крюйт-камеру корабля. Кондент стремительно вскочил, выхватил свой пистолет и выстрелил индийцу в лицо. Согласно приказу капитана, команда разрубила его тело на части, стрелок распорол его живот, вырвал из него сердце, вскипятил и съел его. Далее во время путешествия команда захватила торговое судно. Почти половина команды на нём уплыла, в то время как другая половина осталась с Кондентом, выбрав его своим капитаном.
Недалеко от Островов Зелёного Мыса Кондент и его матросы захватили португальское судно с грузом вина, эскадру маленьких судов и голландский военный корабль. Кондент сделал военный корабль своим флагманом и назвал его Flying Dragon. Flying Dragon потом совершал рейсы к бразильскому побережью, и Кондент разграбил множество судов, периодически пытая португальских пленников, отрезая им уши и носы.
Кондент взял намного больше «добычи», когда достиг африканского побережья. В июне или июле 1719 года он достиг Мадагаскара. Пока он был на острове Святой Марии, он взял часть команды Джона Холси на свой флагман.

## Нападения в Индийском океане
В течение следующего года он совершал набеги на побережья Индии и Красного моря. В 1720 году, около Бомбея, Кондент и его команда захватили огромное арабское судно, на котором было огромное изобилие сокровищ и ценностей. Его предварительная стоимость составляла около 150,000£. Чтобы не приводить в ярость Ост-Индскую Компанию и не провоцировать её, команде Кондента приказали не оскорблять команду или пассажиров и соответствующе к ним относиться.

## Закат пиратской карьеры
Он и его команда вернулись на остров Святой Марии, поделив захваченные трофеи таким образом, что каждому досталось приблизительно по 2000£. Кондент и сорок других членов его команды приплыли на остров Реюньон, где они провели переговоры с губернатором относительно прощения от французского короля. Двадцать или больше из его пиратов обосновались на острове. Кондент же женился на невестке губернатора, уехал во Францию, обосновался со своей женой в Бретани и стал богатым торговцем.